# Дело Жулев
Дело Георгиев Жулев е български офицер, генерал-майор.

## Биография
Роден е на 5 септември 1930 г. в пазарджишкото село Лесичево. През 1950 г. завършва Висшето народно военновъздушно училище „Георги Бенковски“ в Долна Митрополия, а през 1968 г. и Военната академия в София. Бил е командир на двадесет и първи изтребителен авиополк (1959 – 1965) и втора дивизия ПВО. Завършва Генералщабна академия в СССР през 1973 г. Бил е началник на отдел бойна подготовка при командването на авиацията. Става заслужил летец на Народна република България. Член е на Окръжния комитет на БКП в Ямбол. Загива при полет на 4 март 1976 г., близо до село Търнава.

## Образование
- Висше народно военновъздушно училище „Георги Бенковски“ – до 1950
- Военната академия „Георги С. Раковски“ – до 1968
- Военната академия на Генералния щаб на СССР – до 1973